# Občina Puconci
Občina Puconci (slovinsky Občina Puconci) je jednou z 212 občin ve Slovinsku. Nachází se v Pomurském regionu na území historického Zámuří. Občinu tvoří 23 sídel, její rozloha je 107,7 km² a k 1. lednu 2017 zde žilo 5 948 obyvatel. Správním střediskem občiny je vesnice Puconci.

## Členění občiny
Občina je tvořena sídly:
- Beznovci
- Bodonci
- Bokrači
- Brezovci
- Dankovci
- Dolina
- Gorica
- Kuštanovci
- Lemerje
- Mačkovci
- Moščanci
- Otovci
- Pečarovci
- Poznanovci
- Predanovci
- Prosečka vas
- Puconci
- Puževci
- Strukovci
- Šalamenci
- Vadarci
- Vaneča
- Zenkovci

## Sousední občiny
Občina Puconci sousedí s těmito občinami: Gornji Petrovci na severu, Moravske Toplice na východě, Murska Sobota a Tišina na jihu, Cankova, Rogašovci a Grad na západě.